# Bangle
Bangle es un área no incorporada ubicada en el condado de Los Ángeles en el estado estadounidense de California.

## Geografía
Bangle se encuentra ubicada en las coordenadas 33°49′28″N 118°13′43″O / 33.82444, -118.22861.